# Manfred Ritzek
Manfred Ritzek (* 20. April 1940 in Pillkoppen/Ostpreußen) ist ein deutscher Politiker (CDU).

## Leben und Beruf
Nach dem Abitur 1960 in Bielefeld leistete Ritzek zunächst seinen Wehrdienst als Soldat auf Zeit bei der Bundeswehr ab und durchlief dort die Ausbildung zum Reserveoffizier. Anschließend absolvierte er ab 1962 ein Studium der Volkswirtschaftslehre an der Christian-Albrechts-Universität Kiel und der Westfälischen Wilhelms-Universität in Münster, welches er 1967 als Diplom-Volkswirt beendete. Danach war Ritzek bei einer Produktions- und Prüfgesellschaft sowie einer Handels- und Prüfgesellschaft tätig. Nachdem er von 1990 bis 1992 Marketingdirektor bei einer ostdeutschen Ölgesellschaft war, machte er sich 1992 als Unternehmensberater selbständig.
Manfred Ritzek ist verheiratet und hat zwei Kinder.

## Partei
Ritzek ist seit Ende der 1960er Jahre Mitglied der CDU und seit 2004 Mitglied des Vorstandes des CDU-Kreisverbandes Segeberg, zunächst als Schatzmeister, später als stellvertretender Vorsitzender.

## Abgeordneter
Von 2000 bis 2009 war Ritzek Mitglied des Landtages von Schleswig-Holstein. Hier gehörte er seit 2005 dem Vorstand der CDU-Landtagsfraktion an. Ritzek war Vorsitzender des Fraktionsarbeitskreises Europa und Fachsprecher der CDU-Landtagsfraktion für den Bereich Energie.
Manfred Ritzek ist 2000 über die Landesliste und 2005 als direkt gewählter Abgeordneter des Wahlkreises Norderstedt in den Landtag eingezogen. Bei der Landtagswahl 2005 erreichte er hier 42,5 % der Erststimmen.